# Henric al III-lea, Conte de Gorizia
Henric al III-lea (n. 1263 – d. 24 apilie 1323), membru al Casei de Gorizia, a fost conte de Gorizia din 1304 până la moarte.

## Biografie
Henric al III-lea a fost fiul contelui Albert I de Gorizia și al soției lui, Eufemia de Silezia-Głogów. În 1295–1299 Henric l-a însoțit pe tatăl său în invazia Istriei împotriva patriarhiei de Aquileia, cucerind Plomin, Labin, Buzet și Tolmin, deși intervenția unei mari armate patriarhale l-a forțat să se retragă.
La moartea tatălui său în 1304 Henric a devenit conte de Gorizia moștenind feudele Friuli, Istria, Carniola și Carintia, în timp ce fratele său Albert al II-lea a primit doar Pustertal. 

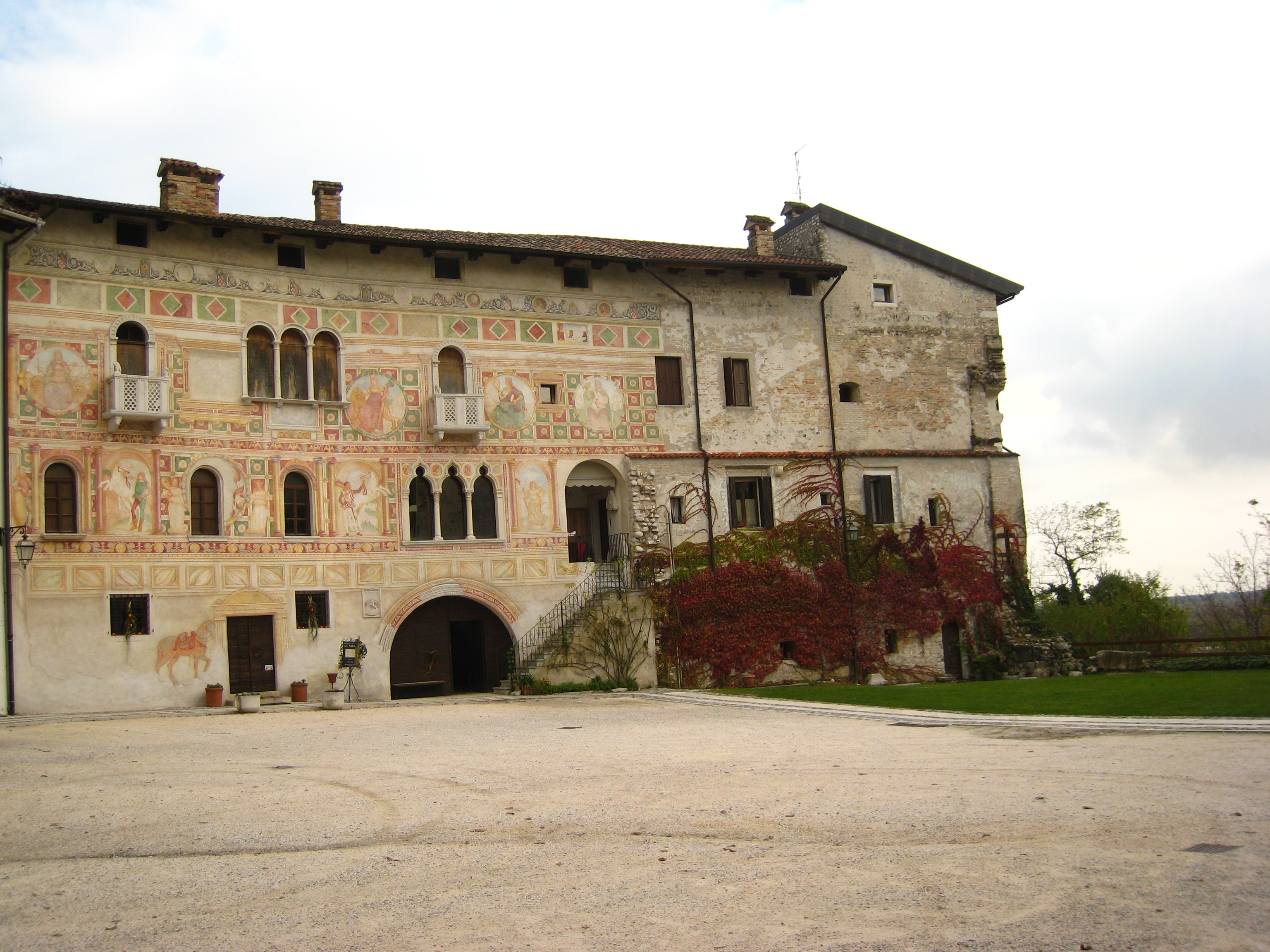
Castelul din Spilimbergo

În timpul războaielor feudale care au marcat începutul cârmuirii lui Ottobuono di Razzi ca patriarh al Aquileiei, Henric a fost inițial aliat cu Rizzardo al IV-lea de Camino. Cei doi au cucerit mai multe castele și fortărețe, inclusiv pe cel din Spilimbergo. În 1310 Henric a schimbat tabăra, primind funcția de căpitan general al patriarhiei de Aquileia și alungând trupele mărcii Treviso din Friuli. În 1311 el a primit, de asemenea, funcția de podestat în Triest în 1311. 
Prin Henric care a deținut de-a lungul timpului funcțiile de căpitan general în Aquileia, guvernator al Istriei, vicar imperial în Marca Treviso și podestà în Triest, familia sa a atins apogeul.

## Căsătorie și descendenți
Henric s-a căsătorit prima dată în 1297 cu Beatrix da Camino, fiica lui Gerard. Din această căsătorie a rezultat un fiu: Meinhard al V-lea (d. după 1318).
Henric al III-lea s-a căsătorit în 1322 cu cea de-a doua soție, Beatrix de Bavaria Inferioară, fiica lui Ștefan I, ducele Bavariei (1271–1310). Din această căsătorie a rezultat, de asemenea, un fiu: Ioan Henric al IV-lea (1322/1323–1338).